# Agridiocensis sive Umbalaha
Agridiogen sive Umbalahe, later vaak afgekort als Umbalaha, ook gelezen als Umbalahe of Umbahalo, was een graafschap en een gouw waarvan niet precies bekend is waar deze lag.

## Oorkonde en context
Nadat de graaf Ekkehart overleden was, werd Agridiogen sive Umbalahe door keizer Hendrik III gegeven aan de kerk van Utrecht met de bedoeling dat de bisschop Bernold en zijn opvolgers daar voortaan de 'grafelijke rechten' zouden gaan uitoefenen.
Citaat uit de oorkonde van 1042:

...comitatum quendam, Agridiogen sive Umbalahe dictum, ad sanctum Martinum regali auctoritate donavimus atque tradidimus, ea videlicet ratione, ut prenominatus episcopus ac successores sui de prefato comitatu, quem prius comes Eckehardus obtinuit, liberam dehinc potestatem habeant...
De schenking van dit graafschap in 1042 vond plaats voor het zielenheil van de keizer en dat van zijn overleden vader en eerste vrouw. Ze maakte deel uit van een serie schenkingen rond dat jaar door de keizer aan de Utrechtse kerk. De wederzijdse betrekkingen tussen de keizerlijke familie en de Utrechtse kerk waren in die periode intens.

## Historiografie met mogelijke liggingen
Vanaf circa 1500 is lange tijd aangenomen dat het graafschap rond Vollenhove was gelegen. Jan Willem Racer bedacht in de 1781 dat umbalaha 'ommeliggend' betekende in zijn werk Overijsselsche gedenkstukken. Laurent van den Bergh stelde in 1852 dat laha misschien 'woud' voorstelde, "...dewijl men in later tijd de benaming Ommelanden van Vollenhove aantreft, ..." en 'woud' in overeenstemming was met de benaming Forestensis die in andere oorkonden verschijnt; een andere verklaring van van den Bergh was dat het om een samenstelling van Umb-alaha ging, wat 'om het heiligdom' voor moest stellen Willem Jacob Hofdijk volgde de eerste uitleg van van den Bergh in zijn werk Ons voorgeslacht (1860): "Deze kleine goo (...) wordt ook Pagus Forestensis geheeten, wat u niet bevreemdt, wanneer ge slechts een blik hebt geworpen in die ruwe woudstreek...". In naam van de Veereniging tot beoefening van Overijsselsch Regt en Geschiedenis ging Johannes van Vloten hier in 1864 dieper op in; hij stelde dat laha 'woud' noch 'liggend' kon betekenen en voelde meer voor van den Berghs tweede uitleg, waarbij hij aanhaalde dat alaha nog bewaard is gebleven in de naam Alk-maar, en dus 'heiligdom', 'tempel' of 'kerk' zou betekenen. Van Vloten: "Daarmede schijnt mij dan ook het anders zoo raadselachtige Latijnsche agri-diocensem overeen te stemmen, wanneer men zich althans het laatste gedeelte van het woord in verband met het Grieksch-Latijnsche diocese denken mag; het zou dan 'kerk-land', 'land om' of 'van de kerk' kunnen beteekenen." Ager betekent 'akker', 'veld' of 'stuk grond'.
 Volgens onder meer Jan Willem Racer betekenen zowel Agridiocensis als Umbalaha 'Ommeland'. 

In 1900 schreef W.A.F. Bannier in zijn proefschrift dat de gouw later overgegaan is in het kwartier van Vollenhove. Bij de Geschiedkundige Atlas van Nederland van 1921 besloot men echter de woorden te lezen als agri diocesis umba laka, wat neerkomt op 'bisschoppelijke akkers rond de rivier de Lek'; deze opvatting wordt nu niet meer verdedigd. Ook de mogelijkheid dat de vier kerspelen aan de Vecht (Dalfsen, Ommen, Heemse en Nijenstede/Hardenberg) ermee bedoeld worden is opgemerkt. Hierdoor wordt Umbalaha ook als een mogelijke herkomst van de naam van de stad Ommen (vroeger: Ummen) gegeven.
Na een onderzoek tussen alle mogelijkheden wordt echter het gebied rond Meppen en Haselünne als belangrijkere mogelijkheid gezien.
Toch wordt de mogelijkheid dat de streek rond Vollenhove dan wel het Vechtdal gelegen heeft meestal nog open gelaten.